# Lo Mostier de Mortròu
Mostier Malcard (en francès Moutier-Malcard) és un municipi del departament francès de la Cruesa a la regió de la Nova Aquitània.

## Demografia
| 1962                                       | 1968 | 1975 | 1982 | 1990 | 1999 | 2007 |
| ------------------------------------------ | ---- | ---- | ---- | ---- | ---- | ---- |
| 736                                        | 865  | 747  | 678  | 573  | 514  | 540  |
| Des de 1962: població sense dobles comptes |      |      |      |      |      |      |

## Administració
| Període | Identitat          | Partit |
| ------- | ------------------ | ------ |
| 2001-   | Jean-Marie Moutard |        |

## Personatges lligats al municipi
- Guy de Blanchefort, Mestre de l'Hospital.